# Rök
Den här artikeln handlar om partiklarna rök. För andra betydelser se Rök (olika betydelser)
Rök är  en dispersion av fasta och flytande partiklar finfördelade i luft eller annan gas. Rök har ofta sitt ursprung i eld, och den kan jämföras med dimma, emulsion och skum.
Rök förknippas också med rökelse, cigarettrök och krutrök. Den kan även användas som metod för att fördriva insekter och för att torka och konservera (och ge smak åt) matvaror, framför allt kött och fisk.

## Egenskaper

### Partikelstorlekar
Rökpartiklar delas in i tre kategorier beroende på partiklarnas storlek:
- Kärnstorlek med ett geometriskt medelvärde på partikelradien på 2,5–20 nm (nanometer)
- ”Medelstorlek” med partikelradier om 75–250 nm
- Grova partiklar med partikelstorlekar på upp till 1 µm (mikrometer)

En översta gräns för partikelstorleken bestäms av att partiklarna ska befinna sig svävande några sekunder i gasen innan de faller ut, vilket ger en storlek på runt 100 µm, mätt som aerodynamisk diameter. Den undre gränsen dras när partiklarna blir så små att de består av enskilda molekyler, endast några nanometer i diameter.
Den största massan hos rökpartiklarna består av grova partiklar som snabbt faller undan, så att den rök som tränger längre bort från källan huvudsakligen innehåller fina partiklar.
Partiklar i vedrök är generellt sett mindre än 1 µm, med den vanligaste partikelstorleken på mellan 0,15 och 0,4 µm.

### Synliga och osynliga delar av röken

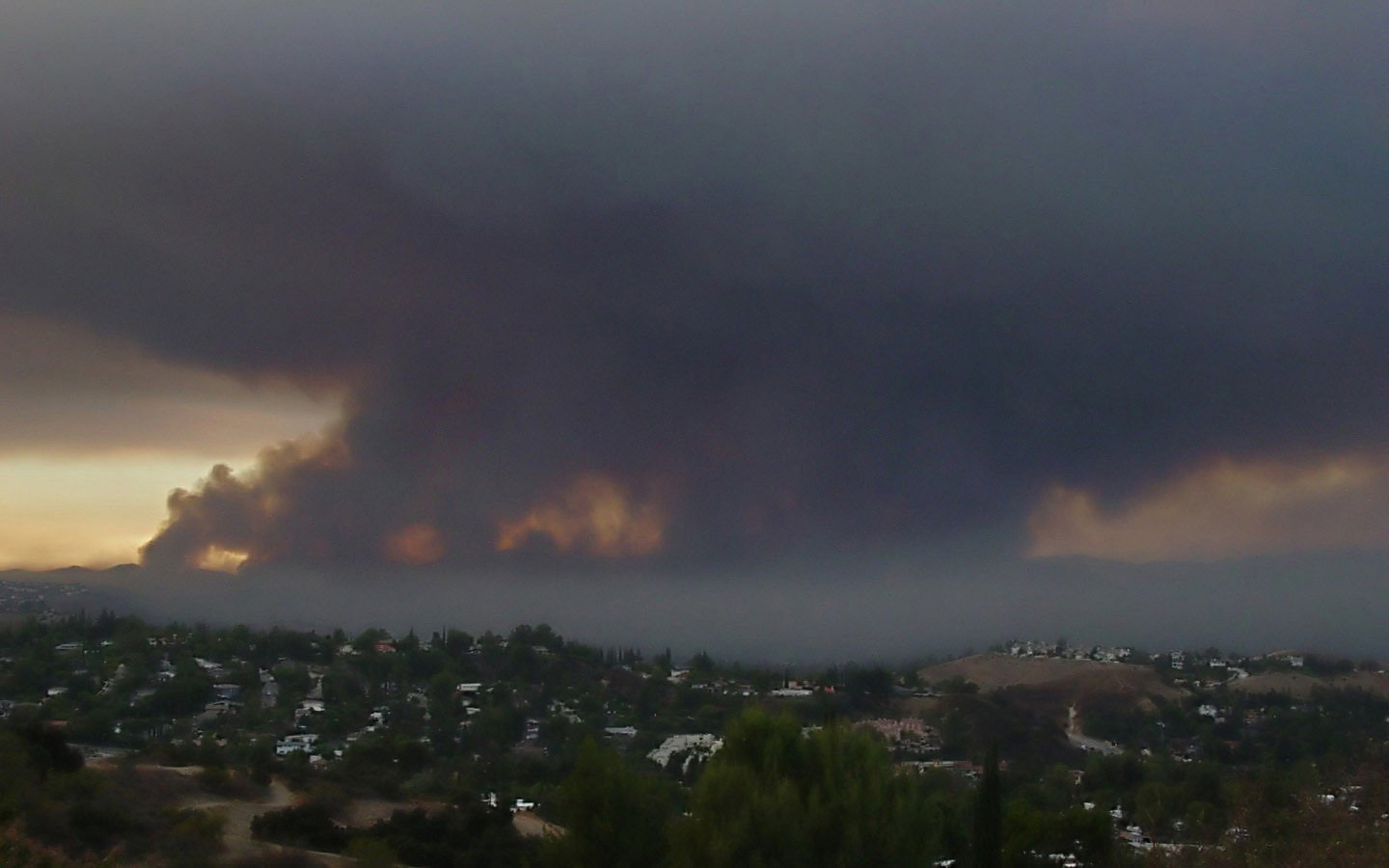
Rök från en skogsbrand.

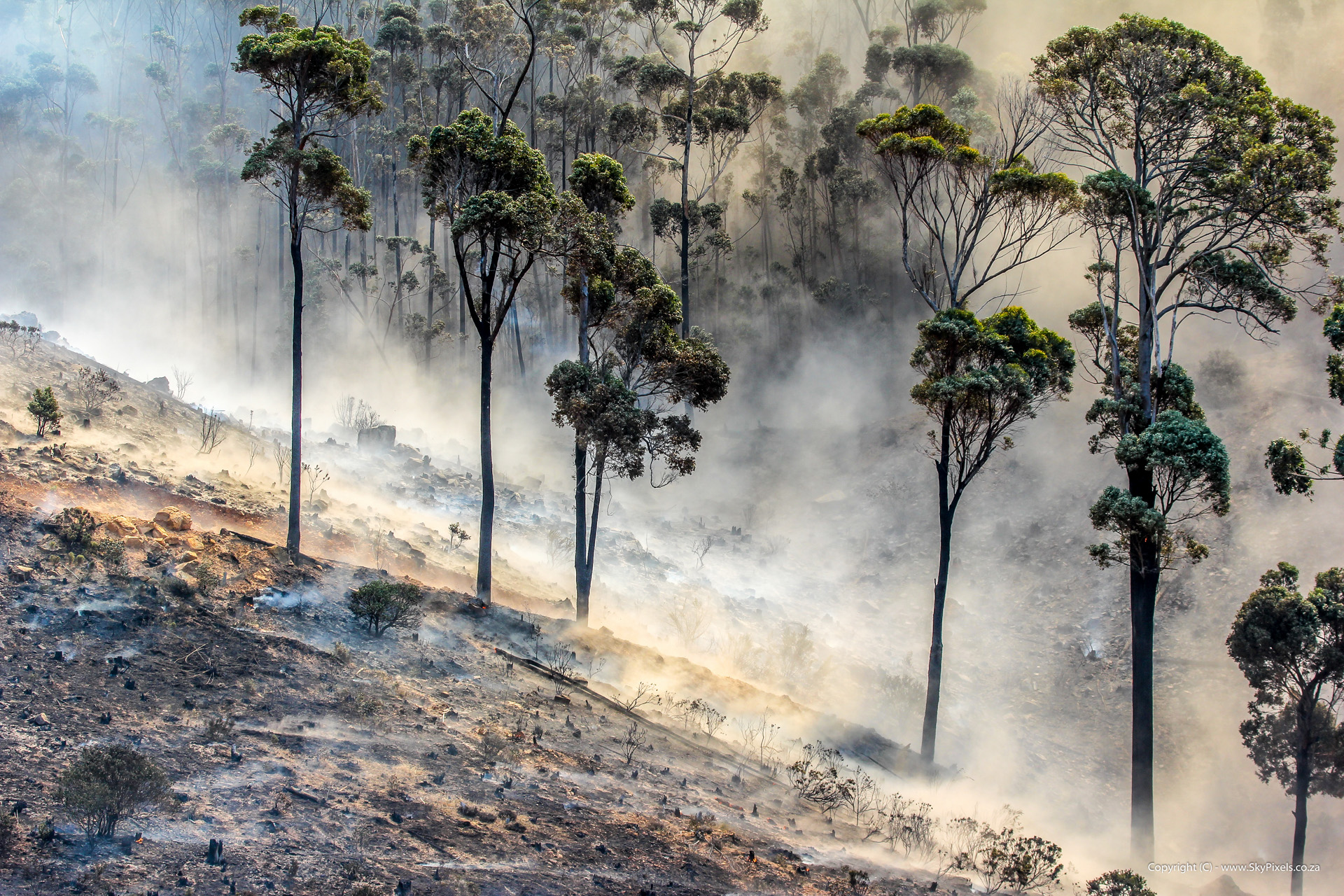
Rök som stiger från en nyligen släckt skogsbrand i Sydafrika.

Med blotta ögat kan partiklar större än 7 µm upptäckas. Synliga partiklar från en eld kallas rök, om det inte är uppenbart att det är frågan om askflagor eller sprättande glöd. Osynliga partiklar kallas vanligtvis gaser eller ånga. Detta kan åskådliggöras med en brödrost: När brödet rostas växer storleken på de partiklar som strömmar upp ur brödrosten. Från början är de osynliga, men när brödet börjar bli överrostat producerar brödrosten synliga partiklar.
En joniserande brandvarnare är tekniskt sett ingen rökdetektor, utan en förbränningsdetektor, som upptäcker partiklar som är osynliga för blotta ögat. Det är förklaringen till varför brandvarnare kan larma för brödrostar, långt innan brödet har börjat brännas vid, men de ändå kan förbli inaktiverade i tidiga stadier av en begynnande brand.
Rök från en typisk husbrand innehåller hundratals olika kemikalier. På grund av detta vållar ofta brandröken mer skada än själva elden. Dessutom uppstår ofta stora problem att komma tillrätta med röklukten, förutom de föroreningar och fysiska skador som röken för med sig.

### Färger
Rökens färg varierar starkt med innehållet. Generellt sett är vit rök rik på vattenånga. Rök som innehåller tjära och kreosot är blågrå eller till och med gul eller brun. Askpartiklar som följer med röken upp ger ett inslag av vit eller grå färg. Svart rök innehåller oförbränd kol i form av sotpartiklar.
Att läsa av rökens färg är en viktig del i att sköta elden på ett effektivt sätt. Detta gäller särskilt vid kolning. Under kolningens första del driver man upp värmen och torkan genom att göra sig av med fukten i veden. Röken är då vit av vattenånga. Sedan bryter röken färg till blå. Då är det dags att strypa syretillförseln till milan, annars kommer kolen att förbrännas.

### Rök som kolloid
| Kolloider        | Kolloider | Mediets fas | Mediets fas      | Mediets fas    |
| Kolloider        | Kolloider | fast        | vätska           | gas            |
| Partiklarnas fas | fast      | fast sol    | suspension (sol) | aerosol: rök   |
| Partiklarnas fas | vätska    | gel         | emulsion         | aerosol: dimma |
| Partiklarnas fas | gas       | fast skum   | skum             | (finns inte)   |

### Upp i rök (omvandling)
Vart tar vikten vägen när man eldar? Tio kilo ved vid lägerelden blir ungefär ett hekto aska. Vart tar resten vägen?
Vissa delar försvinner förvisso som fasta partiklar med röken, men det mesta avgår med röken i form av koldioxid och vattenånga. Ved består huvudsakligen av cellulosa. När veden brinner förenas kol-, väte- och syreatomerna i cellulosan med syre från luften och blir till koldioxid och vattenånga.
Tillsammans med den aska som blir kvar i eldstaden väger de rökgaser som avgår under förbränningen nästan lika mycket som den ved och det syre som förbränns. (En viss massa har omvandlats till värme- och ljus-energi enligt E=mc2.) De nya molekylerna har lägre energiinnehåll. Mellanskillnaden i kemisk energi har omvandlats till värme och ljus.

## Olika typer av rök

### Vedrök
Vedröken innehåller naturligtvis rök, men är en komplex blandning i luften av fasta, flytande och gasformiga partiklar. Bilden uppe till höger är en bra påminnelse om den komplexiteten. Den tjocka röken på bilden innehåller stora mängder vattenånga från ett bränsle som inte är torrt. Den innehåller fasta partiklar i form av flygaska, men även ofullständigt förbränt kol och gnistor som följer med gastrycket från elden upp i luften. Om trycket är stort och förbränningen ofullständig, som på bilden, följer även vissa flytande beståndsdelar med röken, till exempel trätjära och kreosot.
De två viktigaste beståndsdelarna i vedrök är koldioxid och vattenånga. Vattenångan är både i form av små vätskedroppar och i gasform. Ungefär hälften av den latenta värmeenergin i ett vedträ består av tjära och kreosot. Dessa förångas som en pyrogen vätska i likhet med vattnet. I en balanserad vedeld förbränns tjäran och kreosotet, men om brasan kvävs med mycket ved eller av dåligt lufttillförsel förångas ämnena först och kondenseras ur röken när den svalnar. De ger röken en blågrå ton eller till och med en gul eller brun färg.
Beståndsdelarna är beroende av hur veden eldas och hur torr den är. Rökgaserna från en villapanna som vedeldas kan innehålla följande beståndsdelar:
- svaveldioxid (SO2)
- bensopyren (B(a)P)
- kväveoxider (Nox)
- formaldehyd
- stoft/partiklar
- naftalen
- kvicksilver (Hg)
- bensen
- polyaromatiska kolväten PAH (ju sämre förbränning, desto mer PAH)
- dioxiner

### Tobaksrök

Ett diagram som visar den fördröjda effekten av rökning när det gäller lungcancer. Den gröna kurvan visar antalet rökta cigaretter och den röda antalet döda i lungcancer. Man ser ett samband mellan rökning och luncancer som tar ca 20 år att utvecklas.

Tobaksrök innehåller partiklar, gaser och ånga som består av ungefär 4 700 olika ämnen och föreningar. Endast omkring fem procent av utsläppet är synlig rök. Den del som rökaren inhalerar benämns huvudrök, medan röken som avges mellan blossen kallas sidorök. Den kemiska sammansättningen är olika på grund av att temperaturen i tobaken varierar. För att ta cigaretten som exempel: När rökaren inhalerar stiger temperaturen i cigarrettänden till 900–1 050 grader. Temperaturkurvan sjunker längs cigaretten till omkring 40 grader i den ände som rökaren har i munnen. Mellan blossen, när sidoröken bildas, brinner cigaretten jämnare och med lägre temperatur. Mellan blossen brinner 55–70 procent av tobaken upp.
Den långa listan av ämnen innehåller tjära, nikotin, koldioxid, kolmonoxid, vattenånga och ammoniak.  Minst ett femtiotal misstänks cancerframkallande. Här är några exempel på besvärliga ämnen i tobaksröken:
- 4-aminodifenyl
- Arsenik
- Bensen
- Bensopyren[15]
- Beta-naftylamin
- Bly
- Formaldehyd
- Kadmium
- Krom
- Nitrosamin[16]
- Polonium-210
- Radon
- Vinylklorid
- Vätecyanid

Regelbundna rökare lever därför genomsnittligen 2,5  till 10  år kortare än icke-rökare.

## Effekt på liv

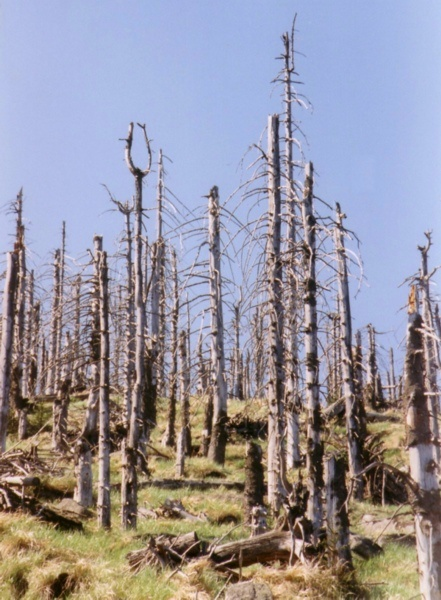
Granskog som skadats av surt regn.

### Rök som försurar
Försurning innebär att sura ämnen tillförs marker och vattendrag i högre takt än de bortförs och därmed höjer koncentrationen av vätejoner. Den största källan till den antropogena försurningen är förbränningen av fossila bränslen. Kväveoxider och svaveldioxid är de två ämnena i rökgaserna som försurar mest. Kväveoxider produceras av eldar med höga temperaturer.
Fossila bränslen innehåller bland annat svavel som vid förbränning bildar svaveldioxid och svaveltrioxid. Det omvandlas i luften till svavelsyra och svavelsyrlighet när det löses i vatten.
Kväveoxider bildas vid de flesta typer av förbränningar. Det är främst luftens eget kväve som är utgångsämnet, inte något ämne i själva bränslet. I atmosfären omvandlas kväveoxiderna till bland annat salpetersyra.

### Medicinsk användning
Rök från medicinalväxter har ofta använts för att bota sjukdomar av olika slag. I forntida Persepolis har en skulptur återfunnits som visar Dareios I (522–486 f.Kr.) med två rökelsekar. Det var harmelbuske och sandelträ (Santalum album) som brändes för att skydda konungen från ondska och sjukdomar. Mer än 300 växtarter i fem världsdelar har bränts som rökelse för att skydda mot olika sjukdomar. Det har också varit en billig, men enkel och effektiv metod för att extrahera aktiva ämnen ur växter. I röken förekommer partiklar i mikroskopisk storlek och upptas därför enklare av människokroppen.

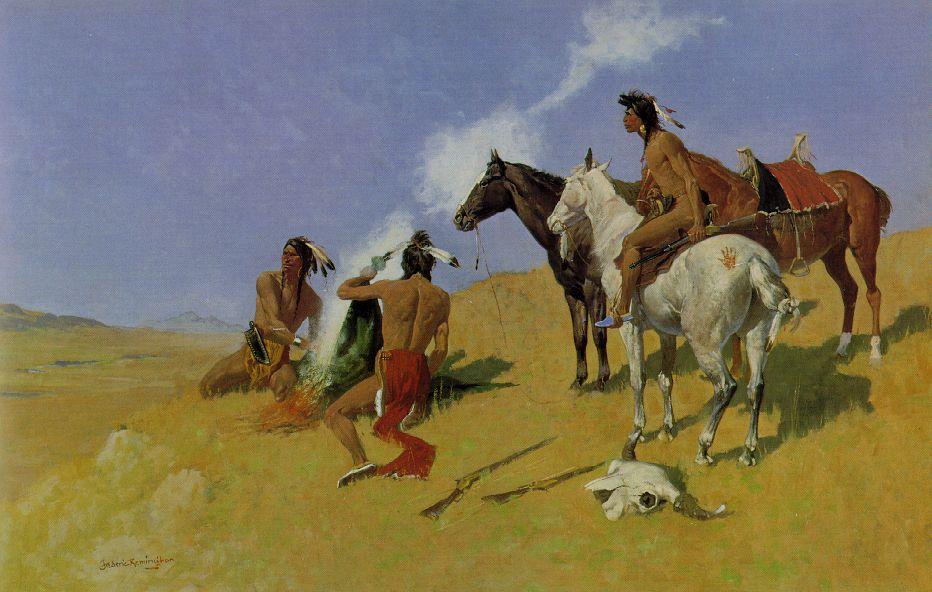
Röksignaler, The Smoke Signal” (1905), en målning av den amerikanske målaren Frederic Remington.

## Språk och symboler

### Röksignaler
Röksignaler är en sorts visuell kommunikation som kan användas över relativt långa avstånd. Den sker genom att täcka över en brasa med en filt och snabbt dra bort den kan en rökpuff skapas. Med träning kan rökpuffarnas storlek, form och timing styras. Rökpuffar kan observeras från långa avstånd.
Röksignaler användes redan för flera tusen år sedan av soldater vid Kinesiska muren för att varna varandra när anfall upptäcktes. Signalerna skickades från torn till torn. På detta sätt kunde meddelanden skickas upp till 750 km på några få timmar.[källa behövs]
De nordamerikanska indianerna har också kommunicerat med röksignaler. Varje stam hade i princip sitt eget signalsystem.
Röksignaler används också i samband med konklaven, dvs. valet av ny påve i Vatikanen. Valsedlarna från en icke framgångsrik valomgång blir enligt tradition uppbrända tillsammans med våt halm så att det bildas svart rök. När valet är framgångsrikt eldas valsedlarna däremot upp tillsammans med torr halm och bildar vit rök. Den vita röken signalerar att en ny påve är vald.
Det finns ingen utbildad standard för röksignaler. Signalerna utgör bestämda mönster som är kända för både sändare och mottagare. Röksignaler används endast för att koda enkla meddelanden och har därför förblivit en begränsad form av kommunikation.
Elda för mycket rök
Den som behöver anlägga eld för att skicka upp rök, ska göra elden i två faser. Den första fasen är att anlägga en eld med torr ved, för att få rejält varmt i brasan. När elden brinner ordentligt är det dags för den andra fasen: Att täcka elden med gröna kvistar, dvs. med bränsle som innehåller mycket fukt. Det får stora mängder vitgrå rök att stiga mot skyn.

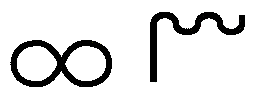
Vädersymboler för torrdis (vänster) och rök (höger).

### Vädersymboler
Det finns två vädersymboler som har med rök att göra. Vädersymbolen för torrdis som är en liggande åtta och rök som är en stiliserad skorsten med rök.

## Rökmätning
Redan på 1400-talet gjorde det italienska universalgeniet Leonardo da Vinci en lång redogörelse för svårigheterna med att värdera eller bestämma rök. Han valde att skilja mellan svart rök (kolpartiklar) och vit “rök”, som inte egentligen är rök, utan en suspension av vattenånga.
Vanliga metoder för rökmätning som senare har utvecklats:
- Filterfångst. Röken får passera genom ett filter, som vägs före och efter filtreringen, varpå rökens vikt kan fastslås. En enkel och exakt metod, men som kräver att det är frågan om ganska låga rökkoncentrationer, annars blir filtret snabbt igensatt.[24]
- ASTM:s rökpump är en relativt vanlig anordning för filterfångst och färgjämförelse.[25]
- Filtertunnel. Röken sugs igenom ett rör där den tunnas ut med luft. Rökblandningen får passera genom ett filter och vägs. Detta är en internationellt erkänd metod för att mäta rökgaser från förbränning.[26]
- Elektrostatisk utfällning. Röken leds genom en uppsättning metallrör med upphängda ståltrådar. En hög elektrisk spänning gör att rökpartiklarna blir laddade och dras till rörens sidor. Metoden är otillförlitlig eftersom den kan ge för stor partikelmängd, genom att dra till sig vattenånga och för liten partikelmängd, genom isolerande effekter hos röken. Det är dock en nödvändig metod när stora mängder rök, t.ex. från stenkol ska mätas, och filtrering därför inte är möjlig.
- Ringelmanns skala. Ett mått på rökens färg, som togs fram av den franske professor Maximilian Ringelmann 1888. Den består av ett antal kort med rutor i svart, vitt och olika nyanser av grått, som hålls upp och jämförs med röken. Beroende på ljusförhållanden och observatörens skicklighet att bedöma nyanser ger skalan ett gråhetsnummer, mellan 0 (vit) och 5 (svart). På grund av sin enkelhet har Ringelmanns skala blivit en standard i många länder för rökmätning.
- Optisk spridning. En ljusstråle leds genom röken. En ljusdetektor placeras i vinkel mot ljuskälla, lämpligen i 90°, så att detektorn enbart tar emot ljus som reflekteras från partiklar som passerar. Det ljus som når detektorn som att öka allt eftersom koncentrationen av rökpartiklar blir högre.
- Optisk utsläckning. En ljusstråle får passera genom röken till en detektor på andra sidan. Ju fler rökpartiklar, desto mindre mängd ljus kan uppmätas.
- Kombinerade optiska metoder. Det finns flera mätmetoder, där mätutrustning kombinerar olika optiska metoder, för att ge en förfinad uppskattning av rökmängden. Exempel är nefelometern som mäter suspensioner i vätska och gas och aethalometern som mäter suspensioner i gas, framför allt föroreningar i luft av typen rök och dis.[27]
- Kolmonoxidmätning. Rök är ofullständigt förbränt bränsle och kolmonoxid  (CO) är ofullständigt förbränt kol. Därför har det antagits att mätning av CO i rökgaser kan vara en bra indikator på mängden rökpartiklar. Kolmonoxidmätning är en billig, enkel metod med stor exakthet. Det är emellertid långt ifrån klart hur bra indikation mätningen egentligen ger.

## Etymologi
Rök, från fornsvenska röker, i avljudsförhållande till ryka.Svenska Akademiens ordbok: Rök 

### ”Rök”
Många former av dimma, bland annat sjörök och andedräkt som syns när det är kallt, kallas i dagligt tal "rök".

## Bildgalleri
Rök av olika slag och från olika källor.

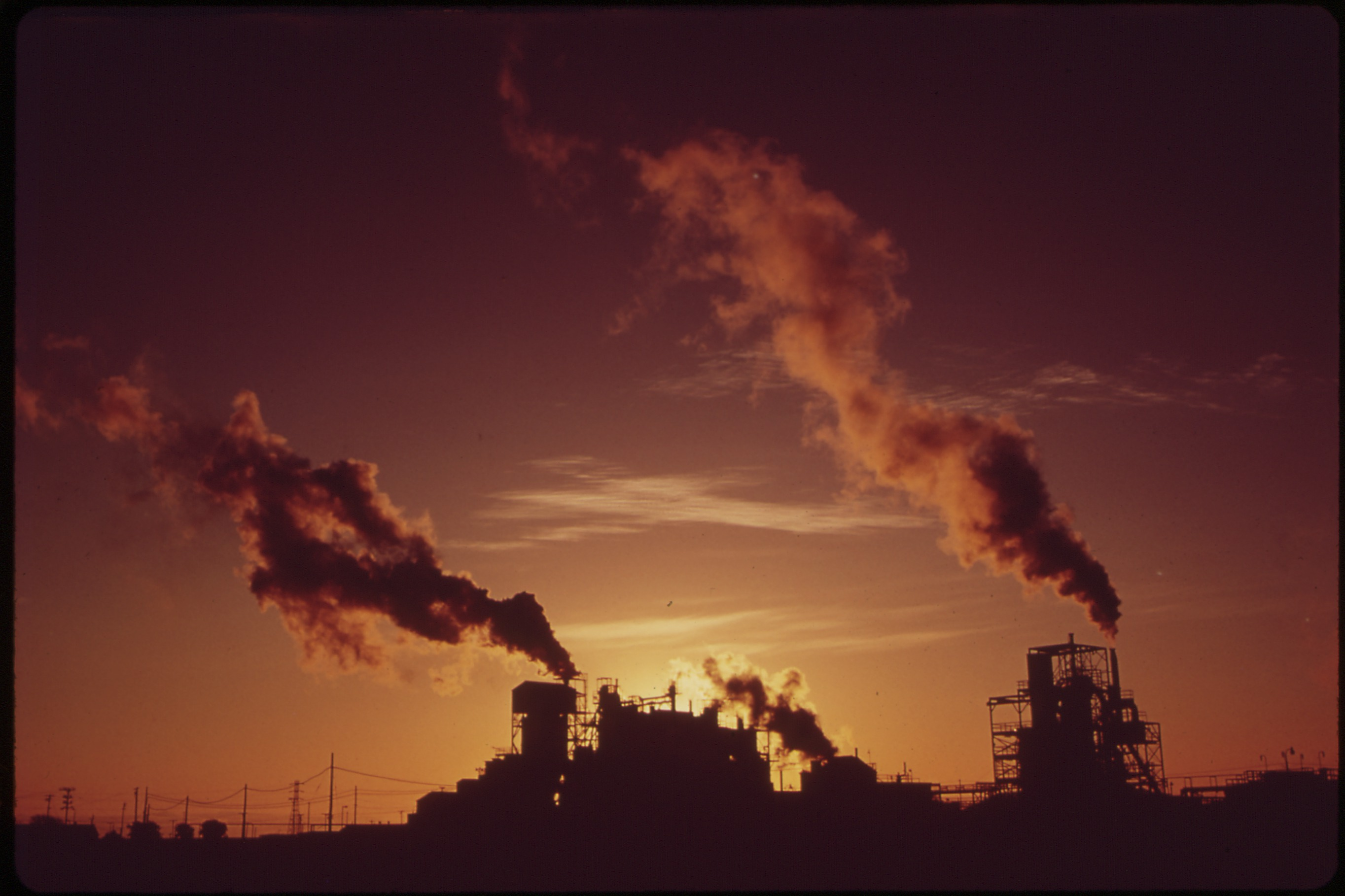
Industrirök I solnedgång, Fremont, Kalifornien.
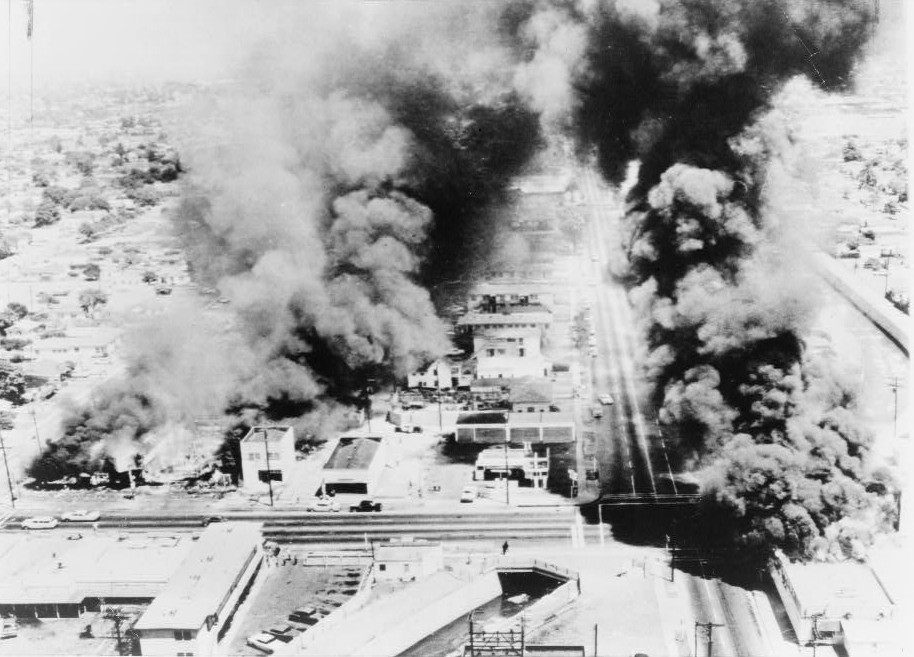
Brandrök efter Wattskravallerna i Los Angeles 1965.
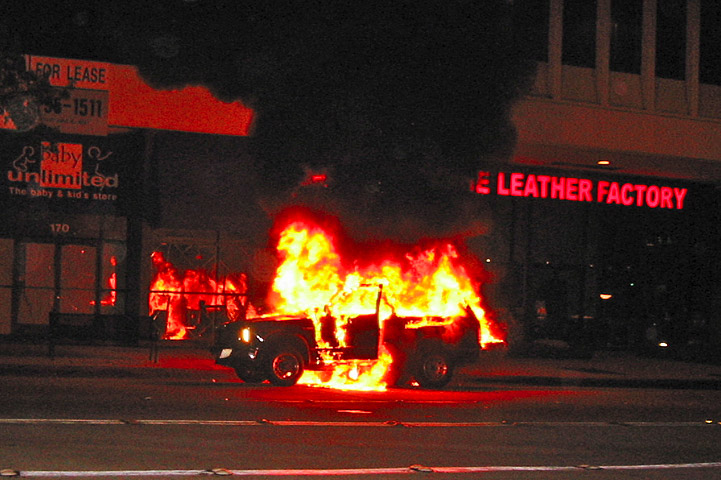
Bilbrand i Pasadena.
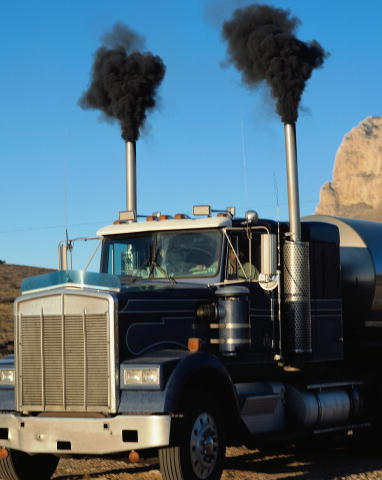
Ett bra exempel på rök med sotpartiklar, i det här fallet från en dieselmotor.
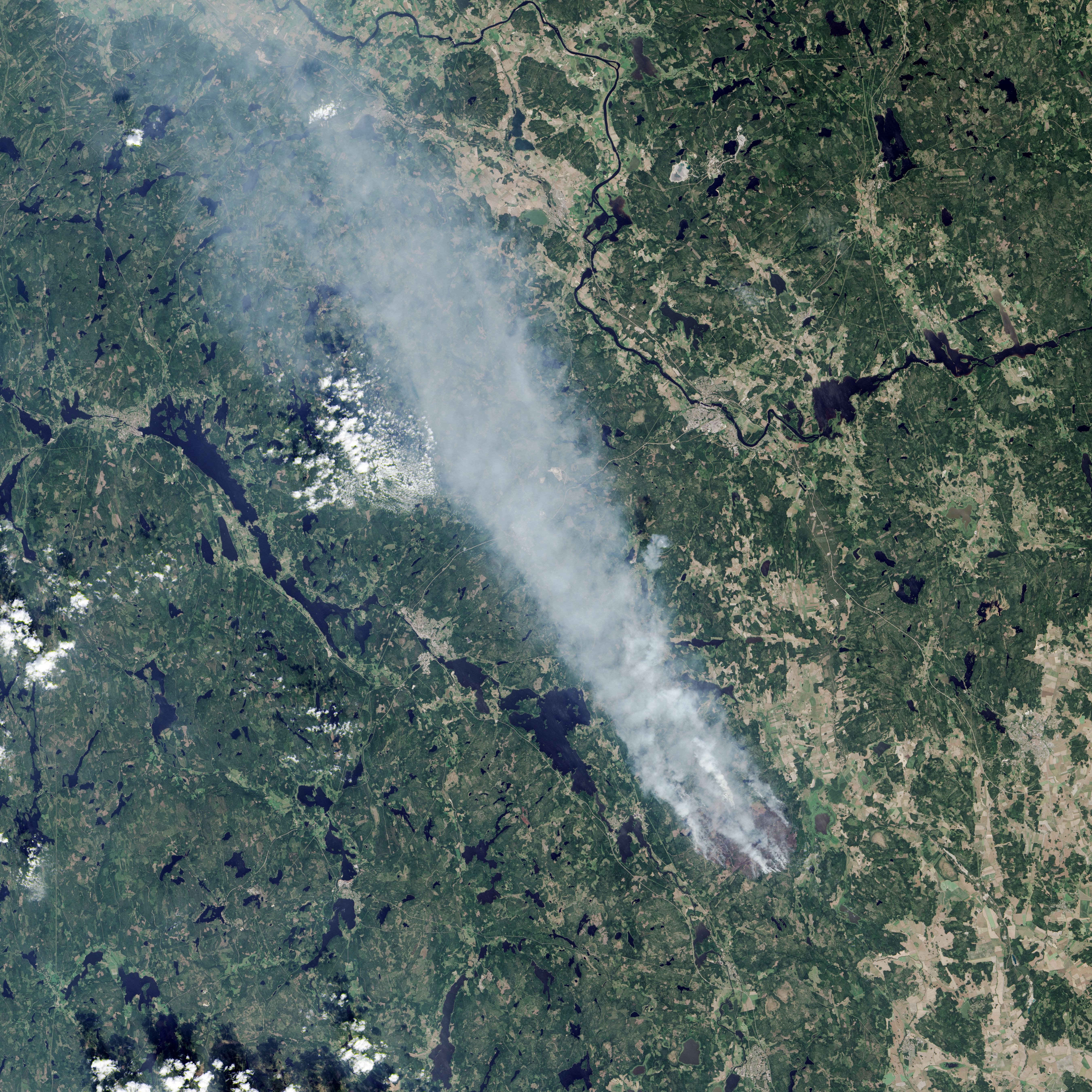
Satellitfoto över skogsbranden i Västmanland (2014).
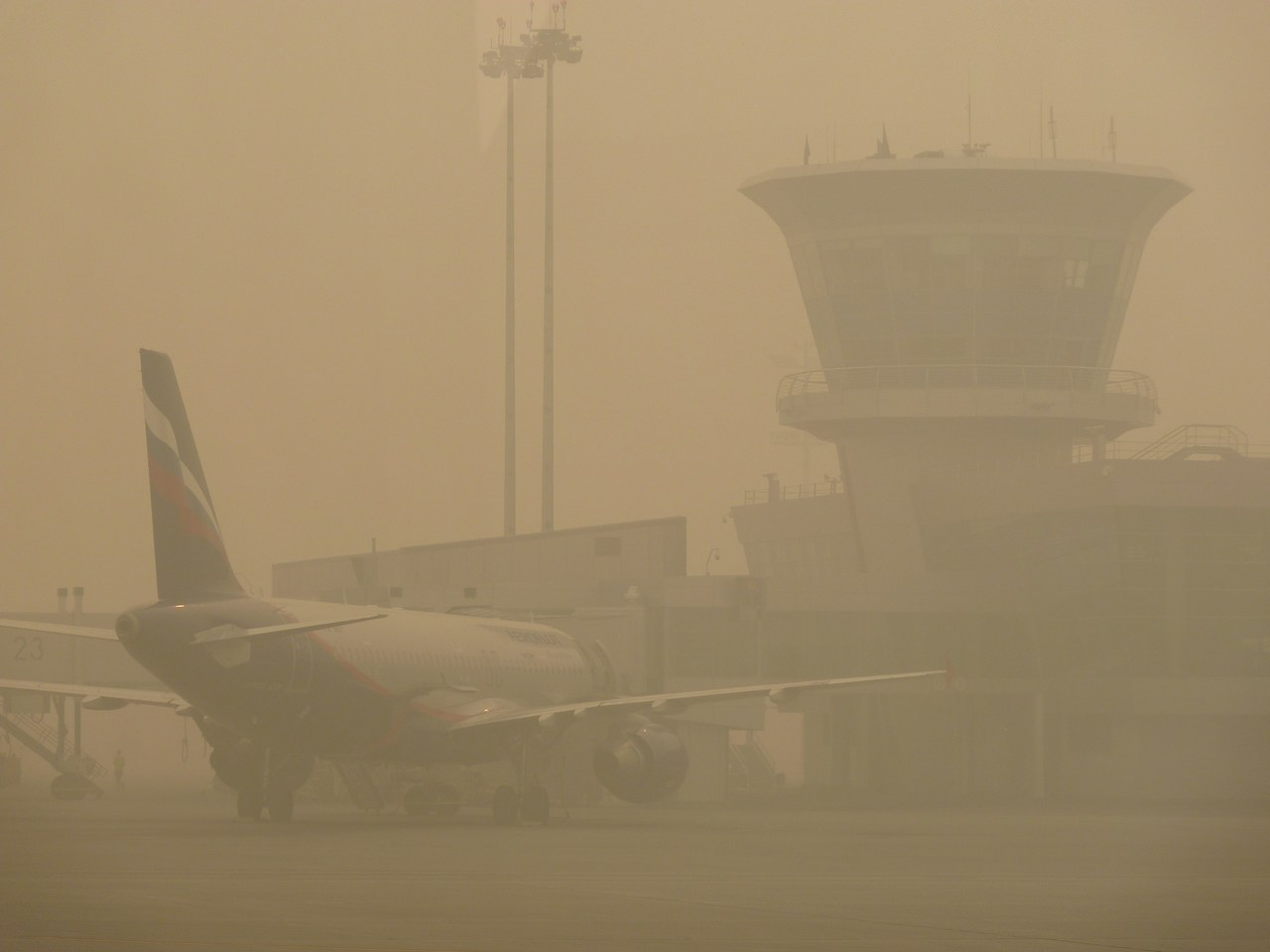
Minskad synlighet vid Sjeremetevos internationella flygplats den 7 augusti 2010, på grund av en skogsbrand.
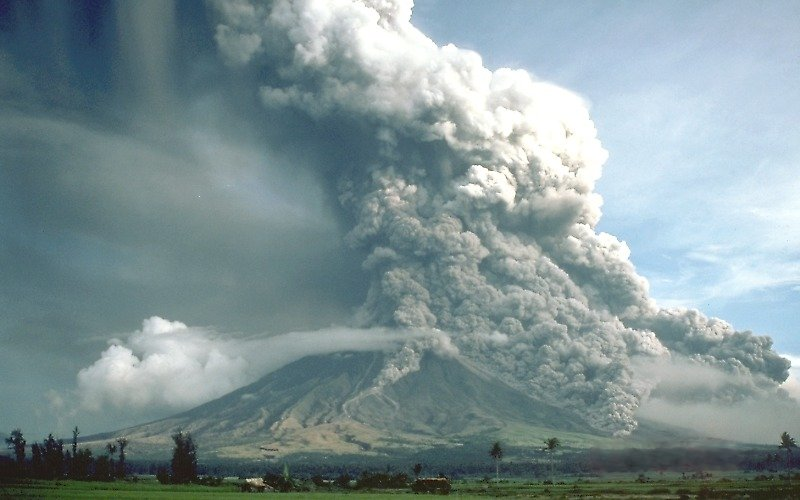
Utbrott hos stratovulkanen Mayon på ön Luzon i Filippinerna.
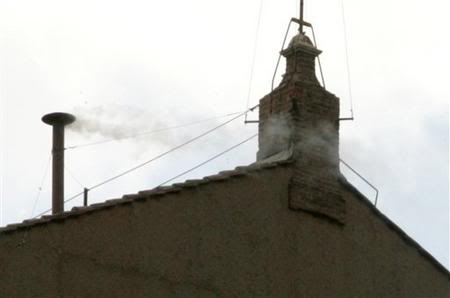
Vit rök ovanför Sixtinska kapellet 2005, som kungör valet av Benedictus XVI som påve.
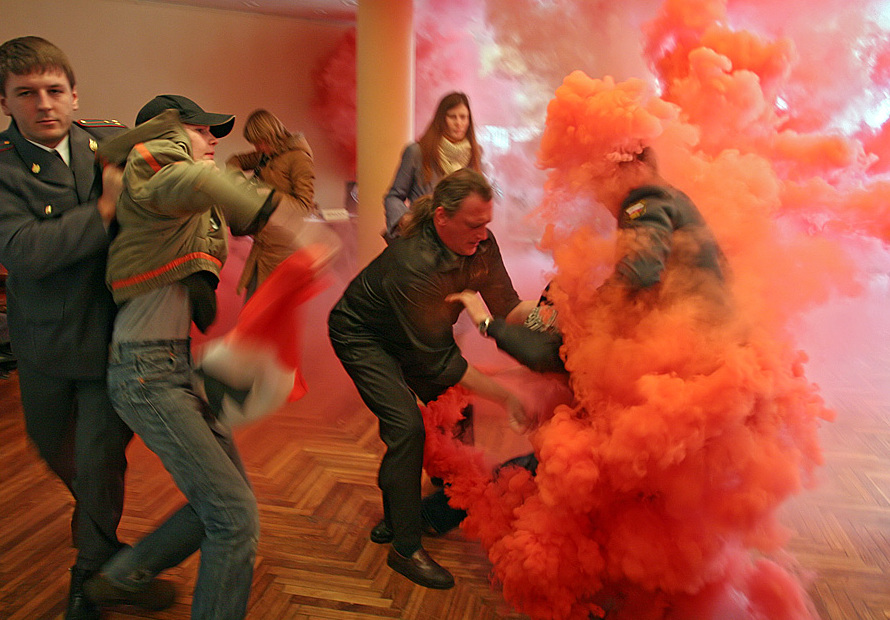
En rökbomb stör röstningen vid 2007 års val i Ryssland.
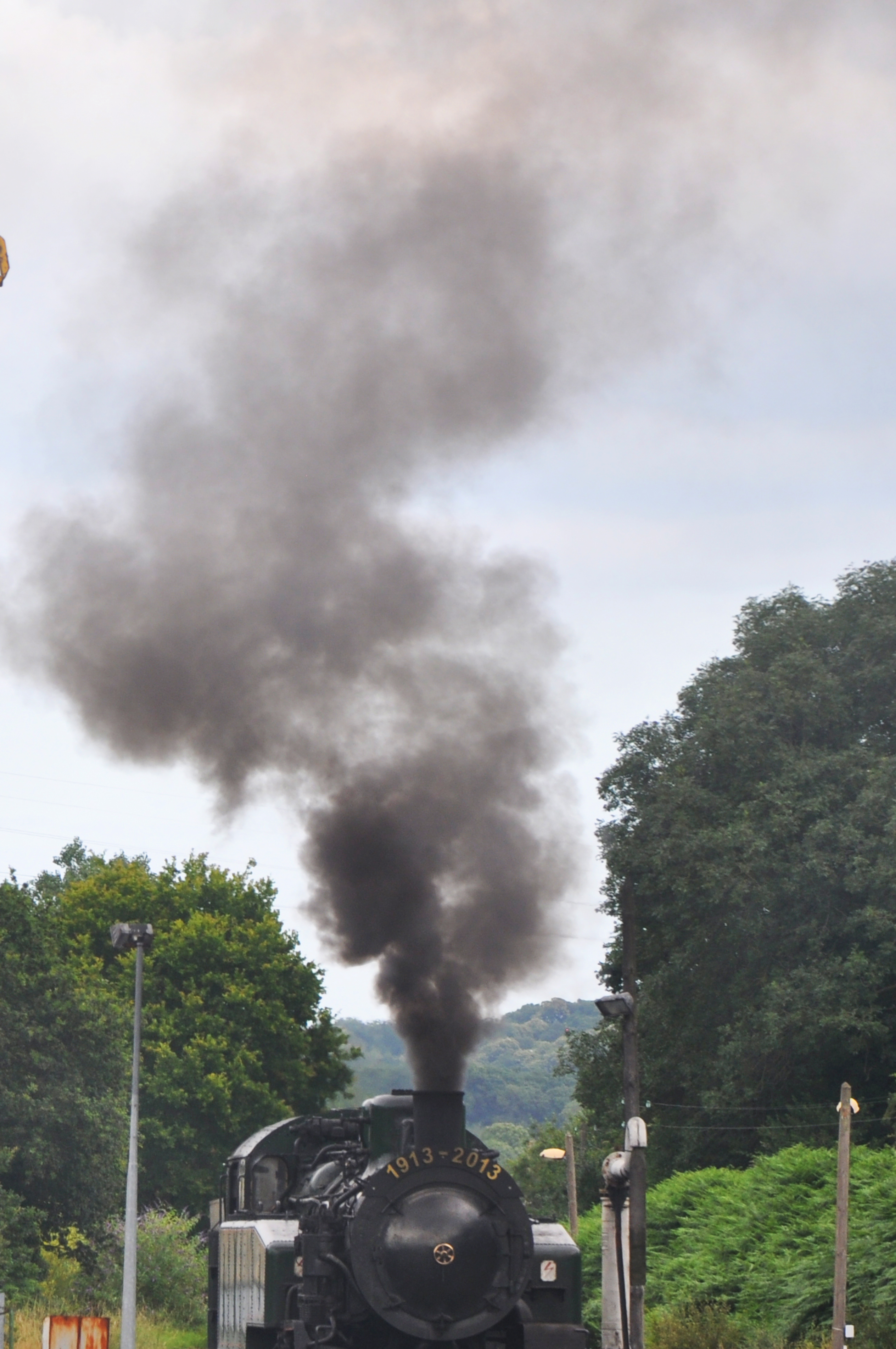
Ånglok vid Pontrieux I Frankrike 2013.
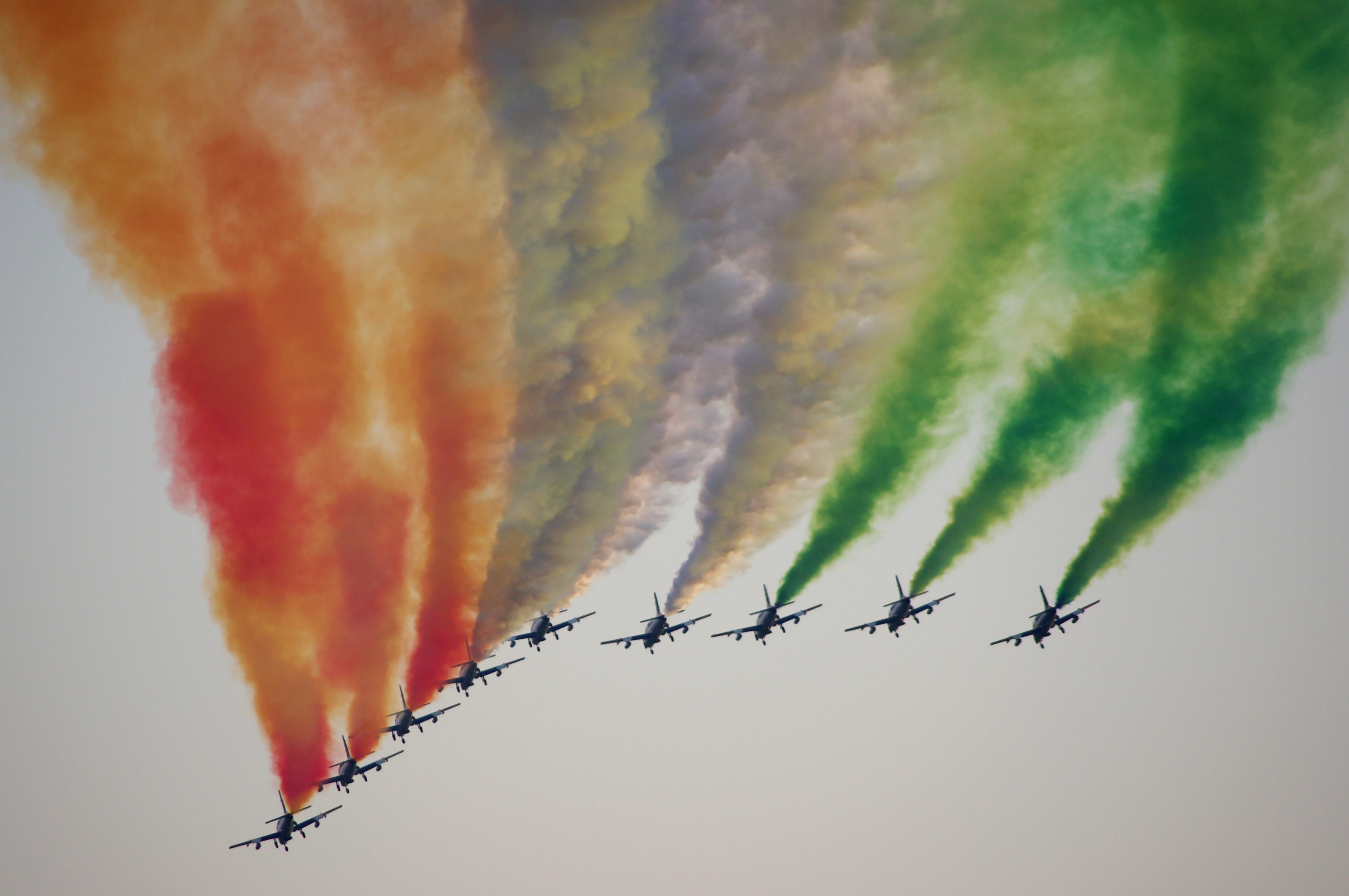
Flyguppvisning vid 2011 års Radom Air Show, som visar Frecce Tricoloris färger.
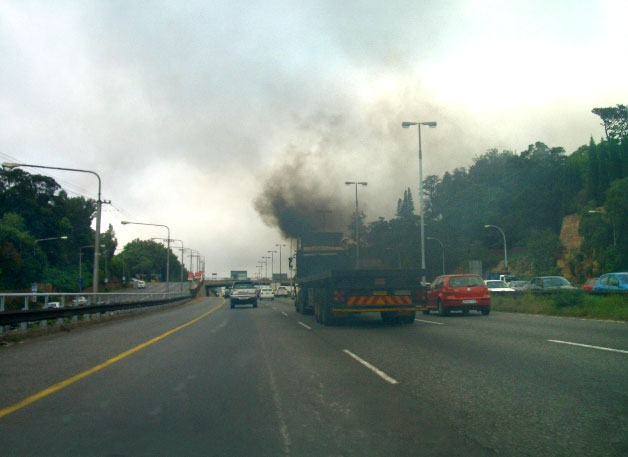
Avgaserna från en lastbil på väg i Sydafrika.
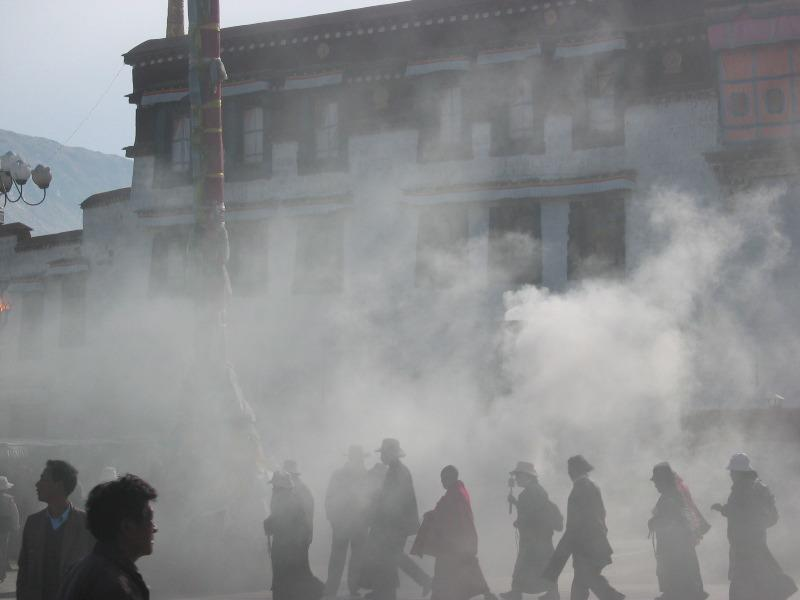
Rökelse i  Lhasa, Tibet.
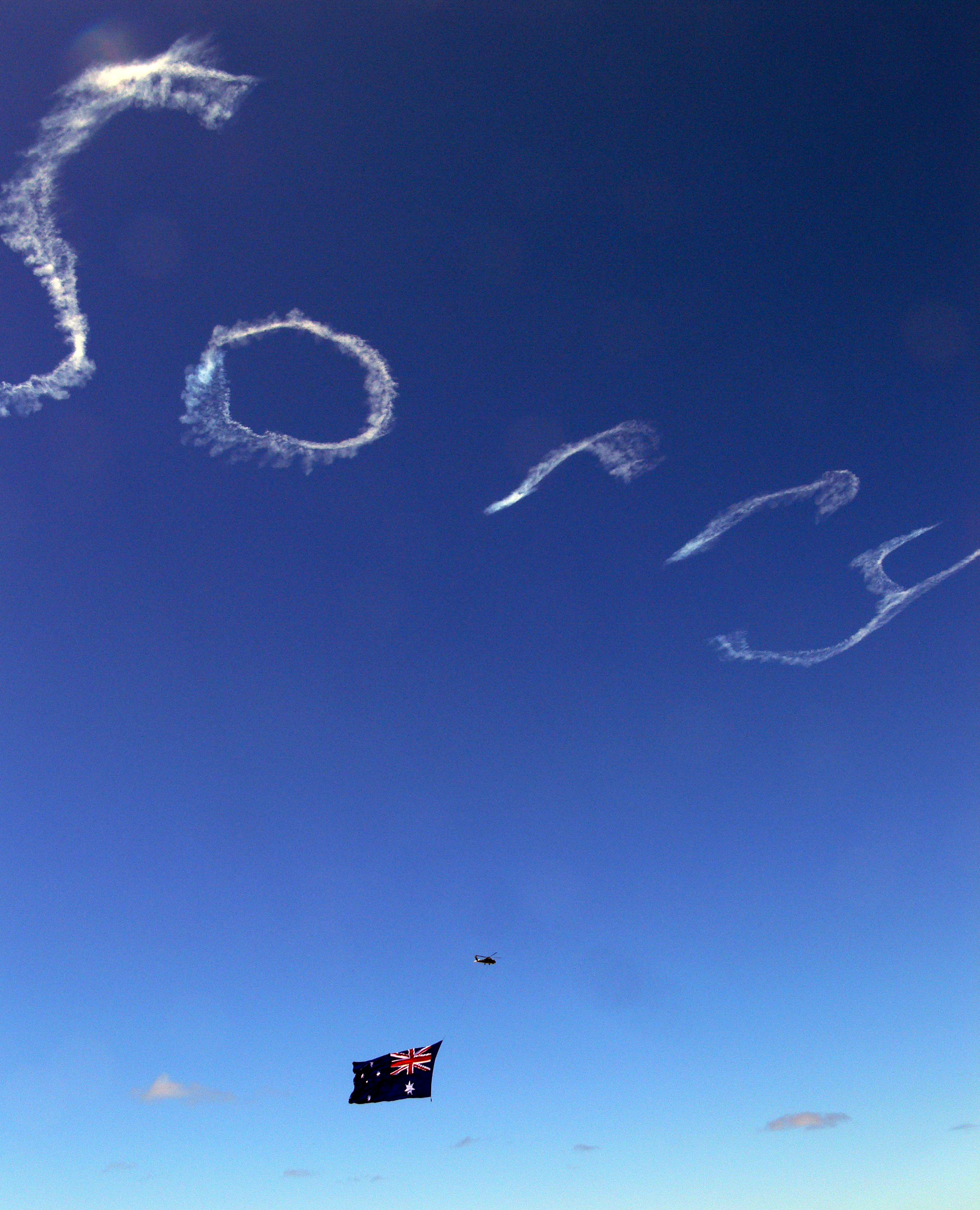
Skrivtecken i luften på Australiendagen 2008.
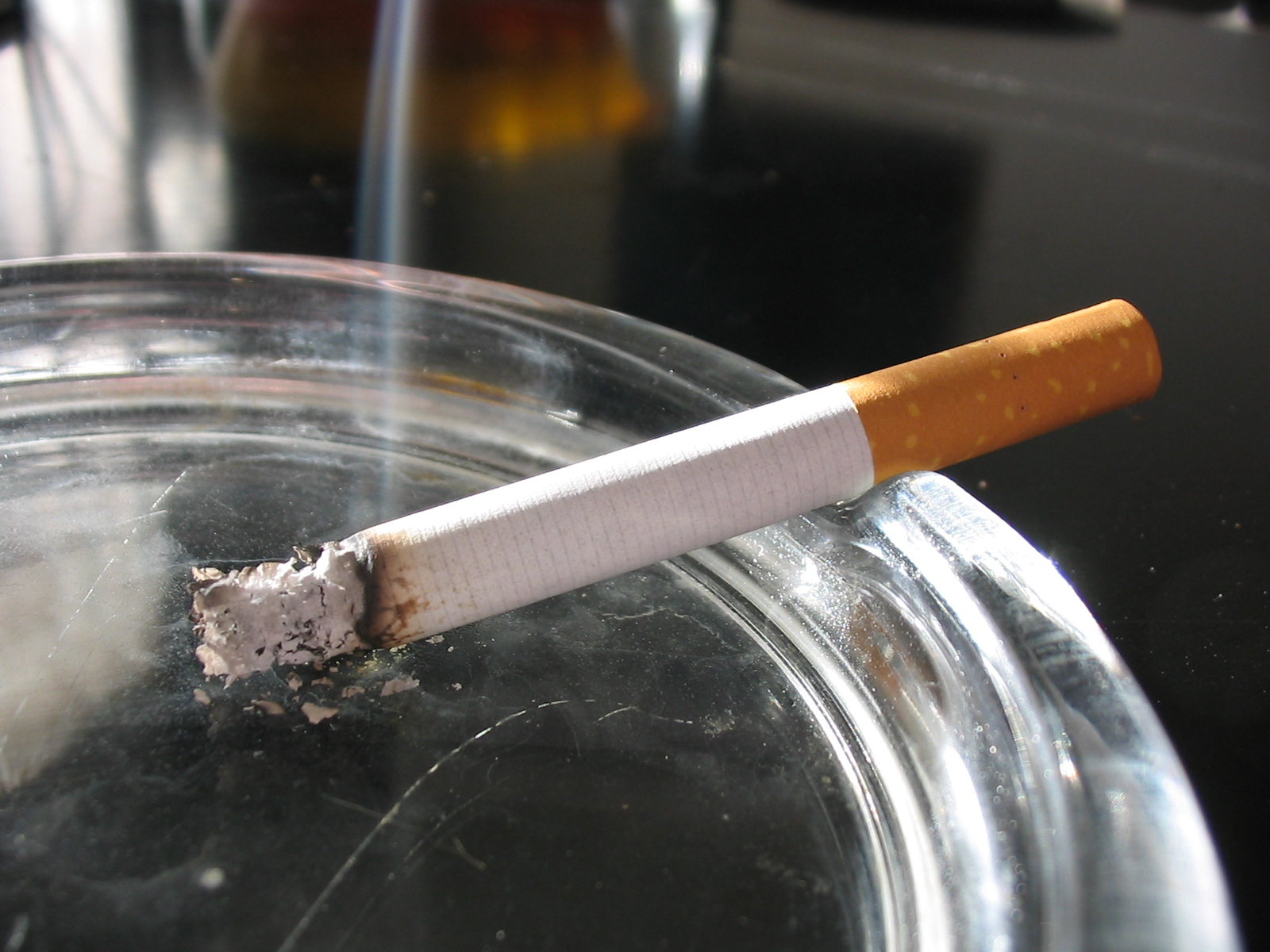
Cigarettrök.
Skylt för rökförbud som är internationellt gångbar.